# مبادلة رأسين
مبادلة الرأسين عند بعض البلغاء هي الإتيان بلفظين متجانسين في الكلام مختلفين في الحرف الأول، نحو سلام وكلام، وسلامة وملامة. وهي من مخترعات أمير خسرو.

## وصلات خارجية
- مبادلة (الرأسین) - لغت نامه دهخدا